# Piracanjuba (ort)
Piracanjuba är en ort i Brasilien.   Den ligger i kommunen Piracanjuba och delstaten Goiás, i den sydöstra delen av landet, 200 km sydväst om huvudstaden Brasília. Piracanjuba ligger 737 meter över havet och antalet invånare är 16 736.
Terrängen runt Piracanjuba är platt. Det finns inga andra samhällen i närheten. 
Omgivningarna runt Piracanjuba är huvudsakligen savann. Runt Piracanjuba är det glesbefolkat, med 9 invånare per kvadratkilometer.